# Giuseppe Buonfiglio
Giuseppe Costanzo Buonfiglio (Messina, 1547 – Messina, 21 dicembre 1622) è stato un militare e storico italiano.

## Biografia
Nato a Messina nel 1545, o secondo altre fonti nel 1547, da Giovanni Artale, barone di Casale e di Trisino, fu al servizio del duca di Alba durante le operazioni militari condotte nelle Fiandre.
Al suo ritorno in Sicilia, scrisse la Historia siciliana, pubblicata a Venezia nel 1604, intrisa «di un orgoglio municipalistico che gli impedisce quasi sempre una visione serena del passato».
Nel 1721 Johann Lorenz von Mosheim tradusse in latino e incluse nel Thesaurus antiquitatum et historiarum nobilissimarum insularum Siciliae (IX, coll. 1-120) di Johann Georg Graeve e Pieter Burman l'opera del Buonfiglio, col titolo Messanae urbis nobilissimae descriptio,octo libris comprehensa.

## Opere principali
- Dell'historia siciliana : nella quale si contiene la descrittione antica et moderna di Sicilia ... dalla sua origine per sino alla morte del catolico re don Filippo II, raccolta per Gioseppe Buonfiglio Costanzo In Venetia : appresso Bonifacio Ciero ; poi in Messina : nella stampa di Pietro Brea, 1604-1613.
- Messina città nobilissima, Venezia 1606.
- Anti apologia di Gioseppe Bonfiglio Costanzo caualier messinese. Contro gli apologisti, alleganti, e consulenti, e di qualunque altro nome nomar si possano. Contra la città di Messina; & suoi priuilegi, 1621.